# Kibera Kid
Kibera Kid è un cortometraggio del 2006 diretto dal regista statunitense Natan Collett, prodotto in Kenya e negli Stati Uniti d'America.  
Presentato al 27º Festival di cinema africano di Verona.

## Trama
La storia racconta della difficile scelta a cui si trova di fronte Oteno, un ragazzo orfano di dodici anni della povera Nairobi. Dovrà scegliere se salvare o meno un innocente. Ogni attori presente nel film proviene dalla stessa Kibera, il quartiere di Nairobi.

## Riconoscimenti
- 2006 Hamptons International Film Festival - Miglior film studentesco[1]
- 2006 Kenya International Film Festival vincitore nella categoria cortometraggi[2]
- 2006 Angelus Film Festival vincitore nella categoria Director's Choice[3]
- 2007 Student Emmys Miglior programma per bambini[4]